# Fundão (Portugal)
Fundão is een gemeente in het Portugese district Castelo Branco. De gemeente heeft een totale oppervlakte van 700 km² en telde 31.482 inwoners in 2001. Hoofdzetel van de gemeente is Fundão, een oude stad met ruim 9000 inwoners, gelegen op het punt waar het Gardunhagebergte overgaat in de Cova da Beiravlakte, 500 meter boven zeeniveau.

## Bestuurlijke indeling van Fundão
Fundão omvat de volgende freguesias:
- Alcaide
- Alcaria
- Alcongosta
- Aldeia de Joanes
- Aldeia Nova do Cabo
- Alpedrinha
- Atalaia do Campo
- Barroca
- Bogas de Baixo
- Bogas de Cima
- Capinha
- Castelejo
- Castelo Novo
- Donas
- Enxames
- Escarigo
- Fatela
- Fundão
- Janeiro de Cima
- Lavacolhos
- Mata da Rainha
- Orca
- Pêro Viseu
- Póvoa de Atalaia
- Salgueiro
- Silvares
- Soalheira
- Souto da Casa
- Telhado
- Vale de Prazeres
- Valverde

## Economie
De stad vervult een belangrijke centrumfunctie en is omgeven door zeer vruchtbaar land in een grote vallei ((Cova da Beira), tussen het Gardunha en Estrelagebergte, waar de Zêzere ontspringt richting de Taag. Belangrijke producten zijn kersen, perziken, olijfolie, wijn, houtpulp en groenten. Binnen de gemeente liggen ook enkele van de belangrijkste wolfraammijnen ter wereld. In andere mijnen wordt tin en lood gewonnen. Bronwater van hoge kwaliteit wordt uit diverse bronnen gewonnen.

## Geboren
- Bruno Pais (1981), triatleet